# Ахуново (Учалинський район)
Аху́ново (рос. Ахуново, башк. Ахун) — село у складі Учалинського району Башкортостану, Росія. Адміністративний центр Ахуновської сільської ради.
Населення — 2449 осіб (2010; 2610 в 2002).
Національний склад:
- татари — 59%
- башкири — 39%

## Видатні уродженці
- Кадирова Назіфа Жаватівна — співачка, заслужена артистка Башкирської АРСР.